# سیارک ۶۲۵۹
سیارک ۶۲۵۹ (به انگلیسی: 6259 Maillol، نامگذاری:3236T-2) شش هزار و دویست و پنجاه و نهمین سیارک کشف شده‌است که در ۳۰ سپتامبر ۱۹۷۳ کشف شد.
قدر مطلق سیارک برابر ۱۳٫۶۰ است.